# Суннагин
58°00′ пн. ш. 129°30′ сх. д. / 58° пн. ш. 129.5° сх. д.
Сунагин (Алдано-Учурський хребет) — гірський хребет в Республіці Саха, розташований на північно-східній околиці Алданського нагір'я, в міжріччі річок Тимптон і Учур.
Висота хребта досягає 2246 м. Хребет складений кристалічними сланцями, гнейсами та гранітами. Вершини мають куполоподібні чи сплощені форми. Річкові долини в нижній частині схилів вкриті модриною лісів, вище — чагарниками кедрового стланика, а також гірничо-тундровою рослинністю.